# Parc national de Phnom Kulen
Le parc national de Phnom Kulen (khmer: ឧទ្យានជាតិភ្នំគូលែន ; lit. "La montagne des litchis") est un parc national situé dans la province de Siem Reap au Cambodge.

## Archéologie
Le parc national de Phnom Kulen abrite le célèbre site archéologie de Kbal Spean, « La rivière aux mille linga », site découvert en 1968 par l'ethnologue Jean Boulbet alors membre de l'École française d'Extrême-Orient.

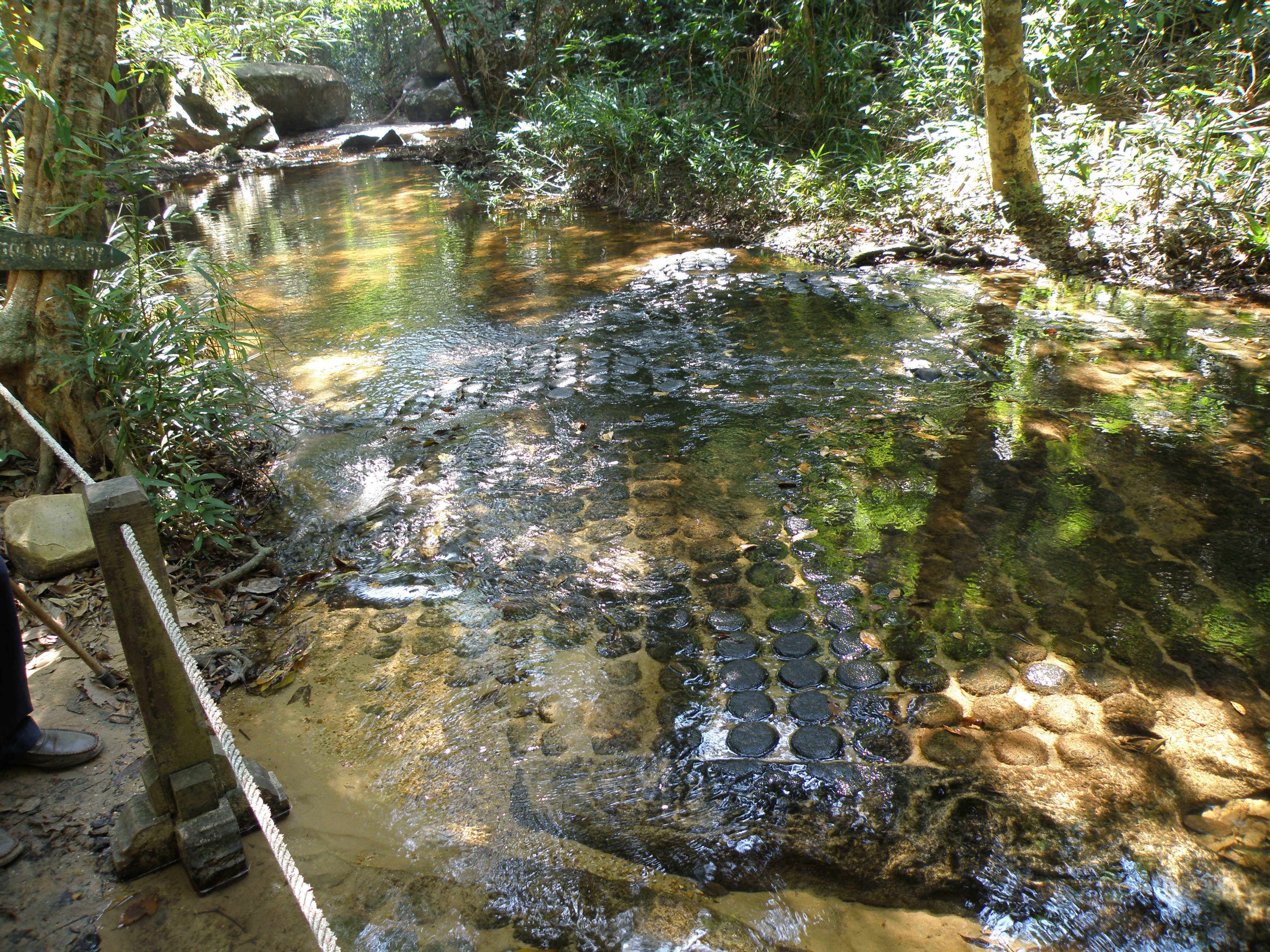
La rivière aux mille linga

## Déforestation
L'agriculture sur brulis et la production de riz ont été remplacés il y a plus de 15 ans par des plantations permanentes d'anacarde (noix de cajoux) : de nos jours, en 2024,  le déboisement a déjà touché 75 à 80 % du parc.